# Landmark Forum
 (décembre 2023).
Landmark Forum, ou Landmark, est une société offrant des programmes de développement personnel et dont le siège social se trouve à San Francisco.
Landmark Worldwide (anciennement Landmark Education), ou tout simplement Landmark, est une société à responsabilité limitée dont le siège social est à San Francisco, Californie. La compagnie offre des programmes de développement personnel. L’entreprise a été fondée après l’achat des droits de propriété intellectuelle associés aux programmes de formation EST (Erhard Training Seminars) de Werner Erhard. Landmark a développé plus de 40 programmes de développement personnel. Vanto Group, une filiale de Landmark, commercialise et fournit aussi des programmes de formation et des services de conseil.
Les programmes de Landmark ont déjà été décrits par certains intellectuels comme étant « religieux » ou « quasi religieux »[réf. souhaitée]. Landmark et beaucoup de ses adeptes rejettent les descriptions de ce genre, et plusieurs chercheurs mettent aussi en question cette évaluation.[réf. souhaitée]

## Historique
Landmark Worldwide LLC est fondé en janvier 1991 par plusieurs animateurs d’un programme de formation appelé « The Forum »,. Après l’achat des droits de propriété intellectuelle de "The Forum" de Werner Erhard and Associates, Landmark Worldwide développe son programme en utilisant "The Forum" comme fondation. Depuis ses débuts, Landmark a développé environ 55 séminaires et cours de formation dans 20 pays à travers le monde.
En mai 1991, la compagnie change son nom de Transnational Education à Landmark Worldwide. La compagnie est restructurée en juin 2003, et devient Landmark Education LLC. En juillet 2013, la compagnie est rebaptisée Landmark Worldwide LLC. Selon Landmark, Werner Erhard (le créateur du programme de formation controversé commercialisé de 1971 à 1984 et qui a fourni le modèle pour le Landmark Forum) agit de temps à autre en tant que conseiller auprès de l’équipe de recherche et de design de la compagnie. Terry Giles est le président du conseil d’administration,.

## Constitution
Landmark Worldwide LLC est une entreprise privée à but lucratif appartenant entièrement aux employés. Selon leur site internet, les employés détiennent toutes les actions de la société, et le pourcentage d’actions détenu par chaque individu ne dépasse pas 3 %. La compagnie affirme qu’elle investit ses surplus budgétaires pour améliorer la disponibilité de ses programmes et services. De plus, sa filiale Vanto Group se concentre sur la commercialisation des programmes de formation et des services de conseil pour une clientèle d’entreprises et d’autres organisations.

### Conseil aux entreprises
Vanto Group, Inc., est fondé en 1993 sous l’appellation « Landmark Education Business Development » (LEBD) en tant que filiale appartenant entièrement à Landmark Worldwide Enterprises, Inc.. La filiale utilise les techniques de Landmark pour fournir des services de conseil à plusieurs entreprises. L’University de Southern California (USC) Marshall School of Business a entrepris une étude de cas en 1998 sur l’association entre LEBD et BHP New Zealand Steel. Le rapport a conclu que les interventions de LEBD ont mené à une amélioration de 50 % dans le domaine de la sécurité, une réduction de 15 % à 20 % dans les coûts repères, une augmentation de 50 % dans le rendement du capital, et une augmentation de 20 % dans la production d’acier brut. LEBD est devenu Vanto Group en 2007. Des entreprises comme Panda Express et Lululemon Athletica subventionnent la participation de leurs employés dans le Landmark Forum,.

### Licence des droits de propriété intellectuelle
Tekniko, Inc., l’entreprise anciennement détenue par Werner Erhard, est l’organisme qui a succédé à Transformational Technologies. C’est en 1984 que Transformational Technologies est fondé par Erhard et le consultant en gestion James Selman. Tekniko Licencing Corporation, une société californienne détenue par Terry M. Giles, acquiert ensuite cette technologie. En 2001, Landmark Education crée Tekniko Licensing Corporation, une société du Nevada, pour acheter Tekniko Technology de l’entreprise de Terry M. Giles,.
Depuis ces acquisitions, Vanto Group utilise Tekniko pour octroyer les accords de licence pour « la méthodologie et propriété intellectuelle de Tekniko à une grande variété d’entreprises ».

## Contenu des cours
La taille de chaque groupe est de 75 à 250 participants. Des règlements sont mis en place dès le début du cours. On demande aux participants de ne pas manquer des séances. On suggère aussi aux participants d’être « coachable » — c’est-à-dire de ne pas demeurer des observateurs passifs,. Le programme est construit comme une sorte de forum de discussion : l’animateur présente certaines idées et les participants sont invités à partager leurs perspectives sur l’application possible de ces idées dans leur propre vie. Des idées variées sont traitées pendant le cours. Par exemple, Landmark affirme qu’il y a une grande différence entre notre interprétation d’un évènement marquant et la réalité objective  et que notre conduite est souvent dominée par une préoccupation avec les apparences.
Plusieurs autres concepts centraux à la philosophie de Landmark sont abordés dans le cours, comme la notion que nous poursuivons tous « le jour imaginaire de satisfaction »  et l'idée qu’il est possible de créer nos propres valeurs parce qu’« il n’y a pas de valeur intrinsèque à nos actions ». Dans le cours, on affirme aussi que nos habitudes improductives sont figées par nos plaintes,,, mais qu’il est possible de « se transformer » par la découverte de nouvelles façons d’exister (au lieu de se transformer en se comparant au passé). On encourage les participants à appeler des personnes avec qui ils sont en conflit, soit pour entrer en communication ou pour assumer la responsabilité pour le conflit,,.
La séance du soir est un suivi des trois jours consécutifs du cours, et sert de conclusion au Forum. Durant cette dernière séance, les participants font part des résultats du cours et invitent des proches désireux d’en apprendre plus sur le Forum à assister à la séance,,. D'autres cours comme le programme d'expression de soi et de leadership soulignent comment être un bon leader et faire la différence.

## Landmark Forum
Le programme d’introduction de Landmark, le Landmark Forum, est le programme par défaut pour les nouveaux participants et constitue la base de tous les autres programmes de Landmark. Landmark Forum se déroule sur trois jours consécutifs et une soirée de clôture (généralement vendredi, samedi, dimanche et mardi soir). Chaque journée commence à 9 h et se termine généralement à environ 22 h. Des pauses ont lieu approximativement toutes les 2 à 3 heures, avec une pause de 90 minutes pour le dîner. La séance du soir se déroule généralement de 19 h à 22 h 15.
Différentes idées sont soumises pour être étudiées et explorées pendant le cours. Ces idées incluent :
- Il peut y avoir une grande différence entre ce qui s'est réellement passé dans la vie d'une personne et l'interprétation qu'elle en fait[26].
- Le comportement humain est régi par un besoin de faire bonne impression[27].
- Les gens poursuivent souvent un « jour de satisfaction imaginaire »[28].
- Les gens se créent leurs propres valeurs car « il n'y a aucune valeur intrinsèques dans le monde »[28].
- Lorsque les gens ont des plaintes accompagnées d’habitudes improductives, cela peut être « transformé » par la création de nouvelles manières d’exister et d'agir, plutôt que d'essayer de se changer soi-même en se comparant au passé.

## Accueil du public
Dans son compte rendu du Landmark Forum, le journaliste du New York Times Henry Alford écrit qu’il « n’aimait pas la pression » qu’il a subie pendant une séance du Forum, mais il note aussi que « deux mois après le Forum, j’évaluerais mon taux de succès à 84 % ». Nathan Thornburgh, journaliste pour Time, déclare dans son article sur le cours que « le Forum est essentiellement une série de confrontations à la réalité organisées pour démontrer que la plupart de nos problèmes sont créés par nous-mêmes. J’ai beaucoup profité du miroir troublant mis en scène par le Forum ». Le Irish Mail on Sunday affirme que les effets du Forum « peuvent être remarquables. Ils peuvent mener à des réconciliations avec des parents, des ex-conjoints, et des amis. Les participants appellent leurs proches pour entreprendre les conversations qu’ils évitent depuis des années; ils font de nouvelles rencontres ou obtiennent des promotions au travail. » Une journaliste du magazine anglais pour hommes Mayfair, Amber Allison, décrit les instructeurs de Landmark comme étant « enthousiaste et inspirant » et déclare qu’après le Forum, « les ennuis au travail et les conflits amoureux semblent plus gérables ». La journaliste de The Observer Amanda Hill a assisté au Landmark Forum en réponse aux critiques que Landmark était une secte et a conclu que le programme n’est pas une religion ou un culte. Hill déclare que « c’est tout simplement du bon sens présenté dans un environnement d’une intensité surprenante ». Karin Badt, journaliste au Huffington Post, a critiqué le fait que Landmark encourage ses participants à « faire circuler » de l’information sur le Forum, et le fait que l’accomplissement de cette requête est interprété comme un signe « d’intégrité » chez les participants. Cependant, Badt a aussi noté qu’« En fin de compte, j’ai trouvé le Forum inoffensif... une introduction inspirante et divertissante à de bonnes techniques d’introspection qui mettent l’accent sur la transformation (et non sur le changement) ».

## Landmark Education en France
Dès 1995, le rapport d'enquête n°2468 "Les sectes en France" de l'Assemblée nationale, classe Landmark Education comme une secte. Dans un second rapport publié le 10 juin 1999 intitulé " Les Sectes et l'argent", Landmark Education sera encore une fois cité comme secte.